# Marvel's Blade
Marvel's Blade est un jeu d'action-aventure à venir, développé par Arkane Studios et édité par Bethesda Softworks. Basé sur le personnage de Blade, il proposera une narration originale s'inspirant de l'univers des comics, tout en puisant dans ses diverses apparitions dans d'autres médias. L'histoire suit le chasseur de vampires Eric Brooks, alors qu'il tente de repousser une invasion à Paris, tout en luttant avec ses origines, à la fois parmi les morts-vivants et les vivants.
Arkane Studios a entamé le développement de son prochain jeu après la sortie de Deathloop (2021), en janvier 2022, avant de proposer et d'être choisi par Marvel Games pour créer un jeu vidéo centré sur ce personnage. Le jeu a été annoncé en décembre 2023.

## Trame

### Personnages et univers
Le jeu suit Eric Brooks / Blade, un dhampire qui a passé sa vie en tant que « Daywalker », un chasseur de vampires et d'autres créatures de la nuit, tout en luttant contre son héritage double : entre la chaleur de la société humaine et la soif de sang des morts-vivants. L'histoire le conduit dans une zone de quarantaine au cœur de Paris, en France, où un groupe de vampires a émergé pour terroriser la ville la nuit, obligeant les civils à se réfugier chez eux jusqu’à l’aube.

## Système de jeu
Marvel's Blade est un jeu d'action-aventure à la troisième personne axé sur la narration, qui s'éloigne des jeux précédents développés par Arkane Studios, qui étaient généralement joués à la première personne.

## Développement
Arkane Lyon, la division française de développement d'Arkane Studios, connue pour ses travaux sur la série Dishonored et Deathloop, avait commencé les travaux préliminaires sur son prochain projet dès janvier 2022. À cette époque, Dana Nightingale, conceptrice de la campagne de Deathloop, avait été choisie pour occuper le rôle de directrice de campagne du nouveau jeu.
Durant cette période, Dinga Bakaba, directeur créatif d'Arkane Lyon, et Sébastien Mitton, directeur artistique, se sont vu proposer une collaboration avec Marvel Games. En effet, la firme était alors en train de confier ses personnages sous licence à des développeurs externes, dans le cadre d'une stratégie visant à recentrer ses efforts sur des jeux AAA. Le duo a présenté leur vision d'un jeu centré sur Blade, qui a été accueillie avec enthousiasme par Bill Rosemann, vice-président de Marvel Games. L'ancien vice-président de Bethesda Softworks, Pete Hines, s'est également montré très enthousiaste quant au potentiel du projet. Le jeu d'Arkane marque la première fois que Blade est au centre d'un titre depuis les adaptations vidéoludiques des films Blade de New Line Cinema. C'est également sa première apparition solo dans un jeu original, indépendant d'autres médias.
Marvel's Blade a été annoncé avec une bande-annonce cinématique lors des Game Awards 2023, le 7 décembre 2023. Dinga Bakaba s'est exprimé sur le personnage de Blade et la résonance qu'il a pour lui, évoquant leurs origines métissées communes. Il s'est dit enthousiaste à l'idée d'installer l'histoire dans sa ville natale, Paris, affirmant que c'était un rêve pour lui d'interpréter le personnage à sa manière. De son côté, Sébastien Mitton, co-directeur créatif et directeur artistique, a souligné que travailler sur un personnage comme Blade représentait « une opportunité de pousser la direction artistique d'Arkane vers des territoires encore plus modernes et audacieux »,.

## Sortie
Un jeu sous licence non spécifié de Bethesda Softworks figurait dans les documents internes de l'éditeur comme prévu pour l'exercice fiscal 2024 (clôturant le 30 septembre 2024). À cette période, Bethesda avait déjà été choisi par Disney pour publier Indiana Jones et le Cercle ancien (2024),.
Étant donné que ces deux projets utilisaient des licences Disney et étaient développés par des studios internes à Microsoft Gaming, Sean Shoptaw a précisé que la décision d'une éventuelle exclusivité de Marvel's Blade sur Windows et Xbox, à l'instar d'Indiana Jones, relevait entièrement de Bethesda,.